# 182 Elsa
182 Elsa je asteroid glavnog pojasa. Sastav asteroida je mješavina silikatnih stijena i metala nikla i željeza, što površinu čini svijetlom.
Asteroid je 7. veljače 1878. iz Pule otkrio Johann Palisa. Porijeklo imena asteroida nije posve sigurno, ali se vjeruje da je asteroid nazvan po liku iz legende o Lohengrinu, prema kojoj je i Richard Wagner napisao operu.
Asteroid vrlo sporo rotira - za jedan okret oko svoje osi treba mu čak 80 sati (3.3 dana). Jedno od mogućih objašnjenja ovako spore rotacije je mali satelit u orbiti oko Else.
Krivulja sjaja asteroida ima veliki raspon između minimalne i maksimalne vrijednosti, što upućuje na izduženo tijelo ili tijelo nepravilnog oblika.
… | 181 Eucharis | 182 Elsa | 183 Istria | …